# Приска (жена Диоклетиана)
При́ска (лат. Prisca; ок. 255—315) — жена римского императора Диоклетиана.
О жизни Приски известно очень мало и только из сочинения Лактанция «О смертях гонителей».
Она была христианкой. В 303 году, во время антихристианских гонений, инициированных её супругом Диоклетианом, Приска со своей дочерью Галерией Валерией была вынуждена отречься от христианства и принести языческие жертвы.
После отказа Диоклетиана от императорской власти Приска подверглась преследованиям со стороны преемников Диоклетиана — Лициния и Максимина Дазы. По указанию Максимина, пожелавшего взять Валерию в жёны, но получившего отказ, Приска вместе с дочерью отправилась в изгнание; они скрывались от преследований со стороны властей более года, скитаясь по восточным провинциям Римской империи.
В 315 году Приска и Валерия были обнаружены близ Фессалоник, и по приказу Лициния они были схвачены и обезглавлены. Тела Приски и Валерии были сброшены в море.
Известно, что в период нахождения Диоклетиана у власти для Приски был построен дворец в Никомедии.